# Adalberto Domingos Marzi
Adalberto Domingos Marzi OFMCap (* 12. April 1922 in Spello, Provinz Perugia, Italien; † 18. September 2001) war Prälat von Alto Solimões.

## Leben
Adalberto Domingos Marzi trat der Ordensgemeinschaft der Kapuziner bei und empfing am 2. Februar 1947 das Sakrament der Priesterweihe.
Am 2. Februar 1947 ernannte ihn Papst Pius XII. zum Apostolischen Administrator von Alto Solimões. Papst Johannes  XXIII. ernannte ihn am 4. Februar 1961 zum Titularbischof von Saesina und bestellte ihn zum Prälaten von Alto Solimões. Der Apostolische Nuntius in Brasilien, Erzbischof Armando Lombardi, spendete ihm am 9. Juli desselben Jahres die Bischofsweihe; Mitkonsekratoren waren der Bischof von Foligno, Siro Silvestri, und der Bischof von Tivoli, Luigi Faveri.
Am 26. Mai 1978 verzichtete Adalberto Domingos Marzi auf das Titularbistum Saesina. Papst Johannes Paul II. nahm am 12. September 1990 das von Adalberto Domingos Marzi aus Altersgründen vorgebrachte Rücktrittsgesuch an.
Adalberto Domingos Marzi nahm an der ersten, zweiten und vierten Sitzungsperiode des Zweiten Vatikanischen Konzils teil.